# Lissonota davisi
Lissonota davisi là một loài tò vò trong họ Ichneumonidae.